# Dodge Airflow truck

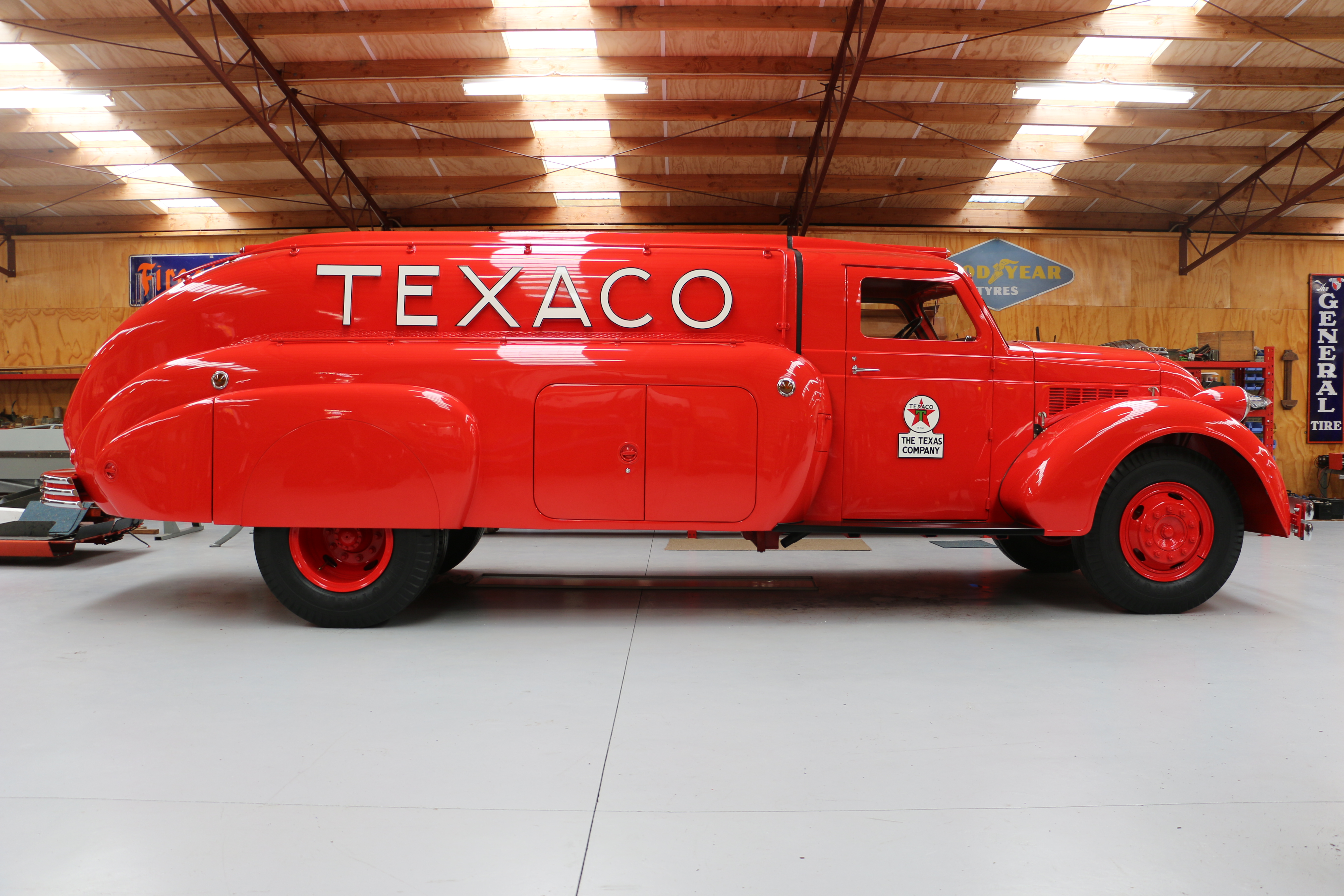
1940 Dodge Airflow tanker truck

Dodge Airflow — моделм вантажівки, виготовлена американською корпорацією Dodge за спеціальним замовленням наприкінці 1934 року та була доступна до 1940 року. Вона використовувала стилістику автомобілів Chrysler Airflow та фургонів Divco 1937 Model-B. Більшість із 265 вироблених одиниць були оснащені обтічними кузовами цистерн і використовувалися великими нафтовими компаніями, такими як Texaco, Socony-Vacuum Oil Company та Esso.
Вантажівки Airflow базувалися на стандартних моделях Dodge, тому з інженерної точки зору вони були досить звичайними, незважаючи на їх вражаючий вигляд. Виробництву Airflow було послідовно присвоєно п'ять назв моделей; а саме K-52, LM-70, LM-71, RX-70 та RX-71.
Garwood Industries і Heil Co. з Мілвокі, Вісконсин, серед інших, були виробниками корпусів танків; у той час як кузови двох пивних вантажівок для пивоварної компанії Joseph Schlitz були виготовлені компанією H. Barkow Co., Мілвокі.
У ті ж роки інші обтічні кузови цистерн були встановлені на більш звичайні шасі-кабіни інших виробників вантажівок, таких як Mack, International і Diamond T.
Особливо нетрадиційними та вартими уваги були вражаючі цистерни Diamond T Doodlebug компанії Texaco, розроблені футуристичним промисловим дизайнером Норманом Белом Геддесом. Вони мали низькопрофільний кузов Heil і використовували шестициліндровий двигун Hercules, встановлений ззаду, і великий радіатор позаду нього. Тиск повітря приводив у дію чотириступінчасту коробку передач і зчеплення, використовуючи ту саму пневматичну систему для гальмування. Складне вигнуте лобове скло та вигнуте бічне скло також були помітними особливостями.
В Австралії Socony Vacuum Oil Company володіла декількома обтічними цистернами Reo Speed. Ці вантажівки були побудовані на тритонному шасі Reo Cab над двигуном. Кузови були виготовлені компанією Martin & King Coachbuilders у Мельбурні.

## Зовнішні посилання
- Історія моделей Airflow
- Dodge Airflow Tanker Trucks – Streamlined And Noteworthy